# Lee Stempniak
Lee Stempniak (* 4. Februar 1983 in West Seneca, New York) ist ein ehemaliger US-amerikanischer Eishockeyspieler. Der rechte Flügelstürmer bestritt zwischen 2005 und 2019 über 900 Partien für insgesamt zehn Teams in der National Hockey League und ist seit 2021 im Management der Arizona Coyotes tätig.

## Karriere
Der 1,83 m große Stürmer spielte zunächst für das Dartmouth College in der Eastern College Athletic Conference, einer College-Liga der National Collegiate Athletic Association, bevor er beim NHL Entry Draft 2003 als 148. Spieler in der fünften Runde von den Blues ausgewählt wurde.
Schon in seiner Rookiesaison 2005/06 stand der Rechtsschütze neben seinen Einsätzen bei den Peoria Rivermen, einem AHL-Farmteam der Blues, 57-mal für St. Louis in der NHL auf dem Eis und erzielte dabei 14 Tore bei 13 Assists.
2007 wurde Stempniak für das im Rahmenprogramm des NHL All-Star Game stattfindende YoungStars Game nominiert, bei dem er für das Team der Western Conference auflief.
Am 24. November 2008 wurde Stempniak für Alexander Steen und Carlo Colaiacovo zu den Toronto Maple Leafs transferiert. Am 3. März 2010 wurde er im Austausch für Matt Jones und zwei Wahlrechte für den NHL Entry Draft 2010 zu den Phoenix Coyotes abgegeben. Im August 2011 ging er im Tausch für den Center Daymond Langkow zu den Calgary Flames. Diese transferierten ihn am 5. März 2014 erneut im Austausch für ein Drittrunden-Wahlrecht im NHL Entry Draft 2014 zu den Pittsburgh Penguins. In Pittsburgh blieb Stempniak nur wenige Monate, bis er im Juli 2014 einen Einjahresvertrag bei den New York Rangers unterschrieb.
Bereits im März 2015 gaben ihn die Rangers allerdings an die Winnipeg Jets ab und erhielten im Gegenzug Carl Klingberg. In Winnipeg beendete Stempniak die Saison, erhielt darüber hinaus jedoch keinen neuen Vertrag, sodass er sich im September auf Probe der Saisonvorbereitung der New Jersey Devils anschloss. Dies mündete in einem festen Einjahresvertrag, den er Anfang Oktober unterzeichnete.
Bereits im Februar 2016 wechselte Stempniak erneut das Team, so wurde er an die Boston Bruins abgegeben, die im Gegenzug ein Zweitrunden-Wahlrecht für den NHL Entry Draft 2017 sowie ein Viertrunden-Wahlrecht für den NHL Entry Draft 2016 nach New Jersey schickten. In Boston beendete Stempniak die Saison 2015/16, erhielt darüber hinaus aber keinen Vertrag von den Bruins, sodass er sich im Juli 2016 als Free Agent den Carolina Hurricanes anschloss. Dort wurde sein auslaufender Vertrag nach der Spielzeit 2017/18 nicht verlängert. Erst im Februar 2019 erhielt der Stürmer ein Angebot der Providence Bruins aus der AHL. Dort spielte er zunächst einige Spiele auf Probe, ehe er vom Partnerteam Boston Bruins einen Vertrag bis zum Ende der Spielzeit 2018/19 erhielt.
Am Ende der Saison 2018/19 beendete Stempniak schließlich seine aktive Karriere. Insgesamt hatte er in der NHL für zehn Teams gespielt und dabei über 900 Partien bestritten. Im Januar 2021 gaben die mittlerweile umbenannten Arizona Coyotes die Rückkehr des US-Amerikaners bekannt, der fortan als „Hockey Data Strategist“ für das Team tätig sein soll.

## Erfolge und Auszeichnungen
| - 2002 ECAC All-Rookie Team - 2004 NCAA East First All-American Team - 2004 ECAC First All-Star Team - 2005 ECAC First All-Star Team | - 2005 NCAA East Second All-American Team - 2007 Teilnahme am NHL YoungStars Game - 2010 NHL-Spieler des Monats März |

## Karrierestatistik

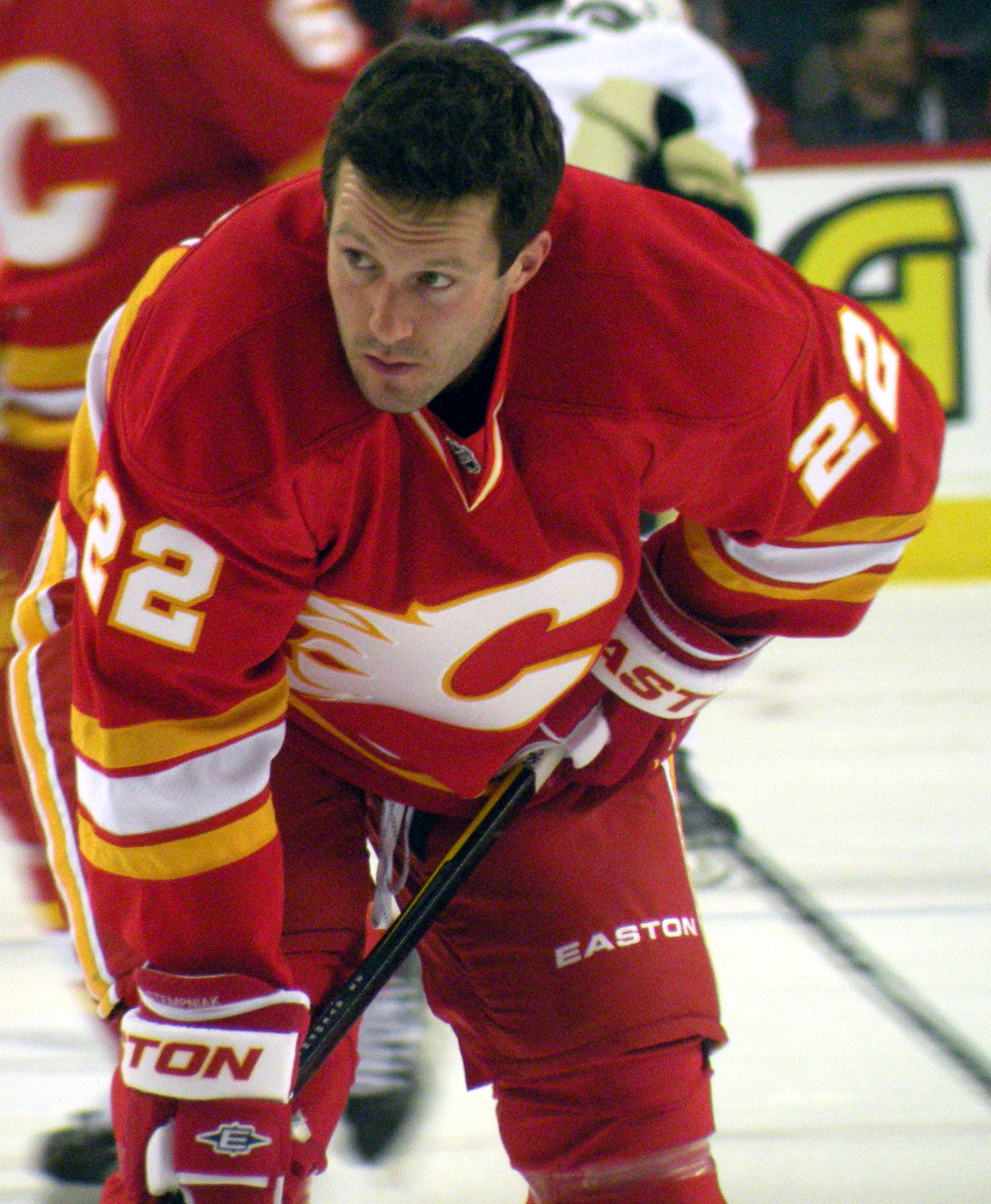
Stempniak im Trikot der Calgary Flames (2011)

### International
Vertrat die USA bei:
- Weltmeisterschaft 2007
- Weltmeisterschaft 2008
- Weltmeisterschaft 2009

(Legende zur Spielerstatistik: Sp oder GP = absolvierte Spiele; T oder G = erzielte Tore; V oder A = erzielte Assists; Pkt oder Pts = erzielte Scorerpunkte; SM oder PIM = erhaltene Strafminuten; +/− = Plus/Minus-Bilanz; PP = erzielte Überzahltore; SH = erzielte Unterzahltore; GW = erzielte Siegtore; 1 Play-downs/Relegation; Kursiv: Statistik nicht vollständig)